# Nawóz organiczny
Nawóz organiczny – nawóz wyprodukowany z substancji organicznej lub z mieszanin substancji organicznych.
Zalicza się tu:
- Kompost
- Biohumus
- plony uboczne, np. słoma, liście buraczane.